# 시모와치촌
시모와치촌(일본어: 下和知村)은 일본 교토부 후나이군에 있던 촌이다. 현재의 교탄바정 북서쪽 끝에 해당한다.

## 역사
- 1889년 4월 1일 - 정촌제 시행에 의해 15촌의 구역을 가지고 성립하였다.
- 1955년 4월 1일 - 가미와치촌촌과 합병해, 와치정이 성립, 동일 시모와치촌은 폐지되었다.

## 교통

### 철도
- 일본국유철도
  - 산인본선

### 도로
- 국도 제27호선

## 참고문헌
- 角川日本地名大辞典 26 京都府